# Starting Six
Als Starting Six wird die Startformation in den Sportarten Eis- und Unihockey sowie anderen verwandten Sportarten benannt. Diese Startformation führt das erste Bully einer Partie durch. Die Startformation besteht in beiden Sportarten im Regelfall aus einem Torhüter, zwei Verteidigern und drei Stürmern.

## Ablauf Starting Six

### Spielbereites Feld
Alle Spieler und Trainer befinden sich unmittelbar vor Spielbeginn auf der Spielerbank, sodass das Spielfeld leer und spielbereit ist. Die Schiedsrichter positionieren sich nebeneinander vor dem Spielsekretariat, welches sich auf Höhe der Mittellinie befindet. Anschließend ist der Speaker dazu verpflichtet die Starting Six zu präsentieren.

### Starting Six
Die Präsentation der Starting Six beginnt immer mit dem Gastteam und endet mit dem Heimteam. Wurden die Schiedsrichter nicht zwischen den beiden Team vorgestellt, so werden diese im Anschluss an die Starting Six des Heimteams präsentiert.
Die Spieler werden bei der Präsentation mit Namen, Vornamen und Rückennummer aufgerufen. Oftmals wird dazu die Halle abgedunkelt. Die Präsentation hat in dieser Reihenfolge zu erfolgen:
1. Torhüter
2. Verteidigung 1
3. Verteidigung 2
4. Angriff 1
5. Angriff 2
6. Angriff 3